# Guidon chalettois
Le Guidon chalettois est une équipe cycliste française qui a vu le jour en 1971, créée par M. Thirioux[réf. nécessaire]. Elle évolue en Nationale 1. Elle est basée dans le Centre-Val de Loire à Châlette-sur-Loing.

## Histoire de l'équipe
Le Guidon Chalettois fut créé en 1971 par M Thirioux, à la base pour son fils souhaitant exercer ce sport, au cours de cette année le guidon chalettois ne comptait alors que 7 licenciés. 
Au fil du temps le club s’est doucement développé, plus tard la présidence est passé de M Laporte, à M Lavillle puis M Patard pour finir par M Foucher. 
Depuis 1993, le club est donc sous le contrôle de Patrick Foucher, dès 2002 le Guidon Chalettois accueille une division nationale. 
Entre les années 2010 et 2019 l’équipe élite ne sait pas stabilisée et a varié entre la montée en DN1 puis la descente en DN2 presque tous les ans. En 2020 avec un nouveau système et une nouvelle appellation nous accédons à la N1 et espérons une stabilisation dans cette catégorie. 
Au par ailleurs, le club compte une section école de vélo pratiquement depuis sa création, qui a comptabilisé à ses plus belles années une trentaine de jeunes et une dizaine d’encadrants. Aujourd’hui l’école de vélo cherche un nouveau souffle, car l’engouement n’est pas égal à celui des années passées.  
La section BMX avec sa piste datant de 2012 et labellisée à la fédération française de cyclisme accueille environ 100 pilotes ces dernières années. La piste accueillera également en 2024 une équipe nationale pour les jeux olympiques. La piste de BMX est le fruit d’un investissement de la ville de Châlette ainsi que du département et de la région qui soutiennent le Guidon Chalettois au mieux et à leurs hauteurs.  

Le succès du club tient aussi à l’équipe juniors qui depuis quelques années fait rayonner le Guidon Chalettois au niveau national avec des victoires notamment en coupe de France, et sur des épreuves internationales. 

## Championnats nationaux
- Championnats de Grèce sur piste : 1
  - Américaine : 2012 (Polychrónis Tzortzákis)

## Guidon chalettois en 2016[1]

### Effectif
| Cycliste            | Date de naissance | Nationalité | Équipe 2015                    |  |
| ------------------- | ----------------- | ----------- | ------------------------------ |  |
| Romain Barroso      | 18 janvier 1993   | France      | Guidon chalettois              |  |
| Camille Batista     | 21 novembre 1996  | France      | Guidon chalettois              |  |
| Enzo Boisset        | 26 avril 1996     | France      | Guidon chalettois              |  |
| Julien Brasseur     | 22 avril 1997     | France      |                                |  |
| Tristan Chevreau    | 9 juin 1992       | France      |                                |  |
| Émilien Clère       | 4 juin 1982       | France      | Guidon chalettois              |  |
| Dylan Dagnicourt    | 23 octobre 1997   | France      | Guidon chalettois Junior       |  |
| Matthieu Demeautis  | 17 juillet 1997   | France      | Guidon chalettois Junior       |  |
| Thibaud Dessimiroff | 6 mai 1997        | France      | Saint-Jean-de-la-Ruelle Junior |  |
| Stéphane Duguenet   | 13 novembre 1991  | France      | Guidon chalettois              |  |
| Sébastien Foucher   | 27 mars 1981      | France      | Guidon chalettois              |  |
| Ewen Henrio         | 26 mars 1997      | France      | Guidon chalettois Junior       |  |
| Vincent Mouquet     | 29 mars 1994      | France      | Guidon chalettois              |  |
| Jonathan Pasquier   | 27 mars 1995      | France      | Guidon chalettois              |  |
| Romain Plantureux   | 4 novembre 1997   | France      | Guidon chalettois Junior       |  |
| Adrien Quinio       | 7 octobre 1992    | France      | Guidon chalettois              |  |
| Ronan Racault       | 2 novembre 1988   | France      | Guidon chalettois              |  |
| Pierre Ronxin       | 8 avril 1995      | France      | Guidon chalettois              |  |
| Adrien Thomas       | 12 janvier 1994   | France      | VS Chartrain                   |  |
| Pierre Tondereau    | 4 mars 1997       | France      | Guidon chalettois Junior       |  |
| Jessy Wastiaux      | 7 septembre 1991  | France      | VS Cacien                      |  |
| Joey Wastiaux       | 28 février 1994   | France      | Guidon chalettois              |  |

### Victoires
| Date | Course | Pays | Classe | Vainqueur |
| ---- | ------ | ---- | ------ | --------- |

## Anciens coureurs
- Frédéric Finot